# Pardosa minuta
Pardosa minuta là một loài nhện trong họ Lycosidae.
Loài này thuộc chi Pardosa. Pardosa minuta được Benoy Krishna Tikader & A. Malhotra miêu tả năm 1976.